# Stéphane François
Pour les articles homonymes, voir François et Stéphane François.
Stéphane François, né le 1er janvier 1973, est un historien des idées et politologue français.
Il travaille sur les droites radicales et les sous-cultures « jeunes ».

## Parcours
Historien des idées, Stéphane François est spécialiste de l’Antiquité et du XXe siècle, docteur en science politique de l'université Lille II avec une thèse portant sur « Les paganismes de la Nouvelle Droite »,. Ses travaux sont rattachés au groupe de sociologie des religions et de la laïcité fondé par Jean Baubérot.
Ses principaux axes thématiques sont : l’étude politico-historique des droites radicales, en particulier la Nouvelle Droite, courant issu de la droite radicale qui a théorisé la métapolitique (également appelée « gramscisme de droite »), ainsi que l'étude de la mise en pratique de cette stratégie culturelle, lors de tentatives de séduction ou d’entrisme, au sein des sous-cultures notamment. Enfin, ses recherches portent sur les relations entre les sous-cultures comme les skinheads, en particulier les sous-cultures musicales, comme la culture gabber, le néopaganisme, l'ésotérisme et les droites radicales européennes, dont la Nouvelle Droite et ses dissidences, ainsi que sur le milieu culturel dans lequel baignent les sous-cultures politiques occidentales d’extrême droite, un milieu constitué d’éléments disparates — dont l’ésotérisme est l'un des plus importants — qui forment une protestation contre les savoirs « officiels ». Depuis peu, il s'intéresse aussi à l'écologie politique.
Il écrit dans diverses revues spécialisées et/ou universitaires telles que Religioscope, Journal for the Studies of Radicalism, Le Banquet, Zénon, Politica hermetica, Sociétés et Raisons politiques. Il est un collaborateur régulier du site Fragments sur les temps présents,.
Chercheur associé au groupe Sociétés, Religions, Laïcités (GSRL) du CNRS, il enseigne l'histoire contemporaine et la science politique. Depuis 2014, il est membre de l'Observatoire des radicalités politiques de la Fondation Jean-Jaurès, et du programme du Centrum für interkulturelle und europäische Studien (CINTEUS), lancé à Fulda, sur le développement des mouvements identitaires en Allemagne et en France.
En mai 2018, en réponse au manifeste contre le nouvel antisémitisme, il signe la tribune « La lutte contre l'antisémitisme doit être l'affaire de tous » qui paraît dans Le Parisien.
En janvier 2019, il est entendu par la commission d'enquête sur la lutte contre les groupuscules d'extrême droite.
En mars 2019, il explique dans un entretien au journal Le Soir qu'il doute fortement que la déconstruction des « théories » comme celle du « grand remplacement » puisse empêcher leur diffusion.
En août 2019, il publie une tribune dans le journal Le Monde dans laquelle il analyse comment « l’écologie est devenue un enjeu de l’extrême droite occidentale depuis les années 2000. »
En mai 2020, il publie une note pour la chaire « Citoyenneté » de Sciences-Po Saint-Germain-en-Laye dans laquelle il décrit comment « l'extrême droite rêve d'un "monde d’après" raciste » afin de profiter de la pandémie liée au Covid 19.

## Publications
- La Musique europaïenne. Ethnographie politique d’une subculture de droite, préface de Jean-Yves Camus, Paris, L’Harmattan, 2006  (ISBN 2-296-01591-3) En appendice : textes de trois entretiens de Stéphane François avec Thierry Jolif, Alain de Benoist et Christian Bouchet.
- Le Néopaganisme : une vision du monde en plein essor, préface de Jean-François Mayer, Apremont, MCOR-Table d'émeraude, 2007  (ISBN 2914946465) ; nouvelle éd. La Hutte, 2012.
- Le Nazisme revisité : l'occultisme contre l'histoire, Paris, Berg international, 2008, 123 p. (ISBN 978-2-917191-08-8, présentation en ligne), [présentation en ligne].
- Les Néopaganismes et la Nouvelle Droite : pour une autre approche, préface de Philippe Raynaud, Archè, 2008  (ISBN 978-88-7252-287-5).
- Le Complot cosmique. Théorie du complot, ovnis, théosophie et extrémistes politiques, coécrit avec Emmanuel Kreis (préface de Jean-Bruno Renard, postface de Jean-Pierre Laurant), Milan, Archè, 2010  (ISBN 978-88-7252-299-8).
- L'Ésotérisme, la « tradition » et l'initiation. Essai de définition, Tours, Grammata, 2011  (ISBN 9782918863045).
- La Nouvelle Droite et la tradition, Milan, Archè, 2012  (ISBN 978-88-7252-311-7).
- À droite de l'acacia : de la nature réelle de la franc-maçonnerie ?, La Hutte, 2012  (ISBN 9782916123578).
- L'Écologie politique : une vision du monde réactionnaire ? Réflexions sur le positionnement idéologique de quelques valeurs, Cerf, 2012  (ISBN 9782204097208).
- Des mondes à la dérive : réflexions sur les liens entre l'ésotérisme et l'extrême droite, Valence-d'Albigeois, Éditions de la Hutte, coll. « Essais », 2012, 94 p. (ISBN 978-2-916123-71-4, présentation en ligne).
- La Modernité en procès : éléments d'un refus du monde moderne, Valenciennes, Presses universitaires de Valenciennes, 2013  (ISBN 978-2-36424-016-2).
- Au-delà des vents du Nord : l'extrême droite française, le pôle Nord et les Indo-Européens (préf. Laurent Olivier), Lyon, Presses universitaires de Lyon, 2014  (ISBN 978-2-7297-0874-0).
- Les Mystères du nazisme : aux sources d'un fantasme contemporain, Paris, Presses universitaires de France, 2015, 195 p. (ISBN 978-2-13-062457-8, DOI 10.3917/puf.franc.2015.01. , présentation en ligne).
- Le Retour de Pan : panthéisme, néopaganisme et antichristianisme dans l'écologie radicale, Milan, Archè, 2016  (ISBN 978-8-8725-2342-1).
- L'occultisme nazi : entre la SS et l'ésotérisme, Paris, Éditions du CNRS, 2020, 230 p. (ISBN 978-2-271-13135-5, présentation en ligne).
- La Nouvelle Droite et ses dissidences, éditions Le Bord de l'eau, 2021 (ISBN 978-2-3568-7760-4).
- Les Vert-bruns. L'écologie de l'extrême droite française, Le Bord de l'eau, 2022 (ISBN 978-2-3568-7835-9).
- Géopolitique des extrêmes droites : Logiques identitaires et monde multipolaire, Paris, Le cavalier bleu, 17 mars 2022, 216 p. (ISBN 9791031805030, lire en ligne).
- Une avant-garde d’extrême droite : Contre-culture, conservatisme radical et tentation moderniste, éditions de la Lanterne, 2022.
- La Nouvelle Droite et le Nazisme, une histoire sans fin : Révolution conservatrice allemande, national-socialisme et Alt-Right, éditions Le Bord de l'eau, 2024, 176 p..

### En collaboration ou direction d'ouvrage
- Avec Nicolas Lebourg, Histoire de la haine identitaire : mutations et diffusions de l'altérophobie, Valenciennes, Presses universitaires de Valenciennes, 2016  (ISBN 978-2-36424-031-5)
- Dir. avec Emmanuel Cherrier, Le Service public et les idéologies politiques, Villeneuve-d'Ascq, Presses universitaires du Septentrion, 2016  (ISBN 978-2-7574-1380-7)